# زمین‌لرزه ۲۰۱۱ دالبندین پاکستان
زمین‌لرزه دالبندین پاکستان زلزله‌ای است، که در تاریخ ۱۸ ژانویه ۲۰۱۱ میلادی، برابر با ‎۲۸ دی ۱۳۸۹، ساعت ۲۰:۲۳:۱۷ به زمان یوتی‌سی در پاکستان در ۴۵ کیلومتری غرب شهر دالبندین در ایالت بلوچستان پاکستان در جنوب غربی این کشور و نزدیک مرز افغانستان رخ داد بزرگی آن ۷٫۲ ریشتر و به قدری عظیم بود که در دهلی نو پایتخت هند و دبی در امارات متحده عربی نیز احساس شد اما با توجه به محل وقوع زلزله که فاصلهٔ زیادی با سکونت‌گاه‌های انسانی داشت، خسارت چندانی بر جای نگذاشت. این زلزله در ساعت ۱:۳۰ دقیقه ۱۹ ژانویه به وقت محلی و در عمق ۸۴ کیلومتری زمین رخ داد.